# Агалли, Николай Дмитриевич
Николай Дмитриевич Агалли (27 сентября (9 октября) 1866, Таганрог, Область Войска Донского, Российская империя — 1945, Долинка, Карагандинская область, КазССР, СССР) — русский и советский микробиолог и ветеринар, профессор, директор Института научной и практической ветеринарии (1925—1930).

## Биография
Родился 27 сентября (9 октября)  1866 года в Таганроге в купеческой семье русских греков Дмитрия Ивановича и Пелагеи (Полины) Ивановны Агали. До поступления в приготовительный класс Таганрогской гимназии, куда Николай Агалли сдавал приёмные экзамены в сентябре 1875 года, он обучался грамоте дома. Затем семь лет учился в Таганрогской гимназии, в которой познакомился с А. П. Чеховым, а после выпуска продолжил с ним дружбу.
Фамилию Агалли с двумя «л» Николай Дмитриевич стал писать в студенческие годы. До этого фамилия была с одной «л», в студенческие годы с одной или двумя, а позднее уже только с двумя.
В 1887 году поступает в Харьковский ветеринарный институт. В студенческие годы женился на актрисе Марии Константиновне Смирновой (театральный псевдоним Доленко), которая с успехом выступала в малороссийских театральных: труппах М. Л. Кропивницкого, Н. К. Садовского, А. К. Саксаганского и М. П. Старицкого. По окончании полного курса наук в Харьковском ветеринарном институте в 1891 году был утверждён в степени ветеринарного врача.
Постановлением совета Харьковского ветеринарного института Н. Д. Агалли был определён ассистентом терапевтической клиники Харьковского ветеринарного института. Через год перешёл ассистентом на бактериологическую станцию при институте, где работал до 1911 года, ведя практические курсы по бактериологии её студентам и прикомандированными врачам. Переходу Агалли на бактериологическую станцию предшествовала его командировка в Переславль-Залесский Владимирской губернии. Об этом времени в письме представителя уездной управы на имя директора Харьковского ветеринарного института, профессора А. А. Раевского от 11 сентября 1892 года говорилось, что «ветеринарный врач Н. Д. Агалли, ассистент клиники Харьковского ветеринарного института, приглашён был для лечения животных, больных сибирской язвой. Благодаря отличной деятельности господина Н. Д. Агалли немало животных, заражённых язвой выздоровело, а сама болезнь прекратилась. Падёж животных, по сравнению с прошлыми годами, был незначителен. Будучи весьма признательна господину Агалли за его деятельность по прекращению сибирской язвы в Переславском уезде, уездная управа поставляет себе долгом довести об этом до сведения Вашего, милостивый государь».
В 1900 году Н. Д. Агалли был допущен к экзамену на степень магистра ветеринарных наук.
В период работы ассистентом бактериологической станции был командирован в Берлин, где работал в Коховском институте у профессора Августа Вассермана, изучая методы иммунизации и серотерапии в 1906—1907 годах.
Николай Агалли состоял также на службе в губернском земстве врачом для командировок по борьбе с заразными болезнями животных в Харьковской губернии. С 1909 года стал заведующим губернской ветеринарной бактериологической лабораторией, которая в 1923 году была реорганизована в Харьковский краевой ветеринарно-бактериологический институт, и в том же году, в связи с 30-летием научно-производственной деятельности Н. Д. Агалли его имя было присвоено возглавляемому им институту. С 1909 по 1911 год Агалли оставался по совместительству ассистентом бактериологической станции Харьковского ветеринарного института.
Наряду с выполнением основной задачи Харьковской губернской ветеринарной лаборатории (наработки необходимого количества ветеринарно-диагностических и профилактических препаратов) Н. Д. Агалли на протяжении многих лет усиленно занимался научными изысканиями по иммунизации скота против чумы и добился в этом значительных успехов. Ему присвоили звание профессора, он стал признанным авторитетом не только среди практических специалистов, но также в широких кругах научной ветеринарно-медицинской общественности.
В 1919 году выступил с научным отчётным докладом по результатам опытов противочумных прививок в стадах крупного рогатого скота, который получил высокую оценку на ветеринарном съезде в Новочеркасске. В 1921 году его вместе с А. В. Дедюлиным ввели в состав противочумного комитета. Предложил для проведения прививок животным 2-ходовый кран, которым долгое время пользовались ветеринарные работники-практики и который известен как «кран Агалли». Он был в президиуме 1-го Украинского съезда ветеринарных врачей. Выезжал в зарубежные командировки. Обменивался научной информацией с профессором Вильгельмом Вайнбергом из института Пастера в Париже, с профессором Целлером из института здравоохранения в Берлине, профессором Грушко в Чехии и другими.
После ухода из ветеринарного института ежегодно приглашался на бактериологические курсы для врачей при ветеринарном институте для чтения лекций по теории иммунитета и некоторых заразных болезней. Периодически с 1910 года читал лекции для врачей по бактериологии в Москве в Институте имени Г. Н. Габричевского, в Херсоне на курсах для земских ветеринарных врачей и в Харьковском институте медицинского общества на курсах врачей-медиков.
В октябре 1921 года утверждён в должности заведующего кафедрой эпизоотологии и клиники инфекционных болезней в Харьковском ветеринарном институте. 30 сентября 1921 года в документах, поданных на конкурс, Н. Д. Агалли писал, что у него есть несколько законченных работ, а именно:
- Иммунизация водными агрессинами против холеры птиц;

- Реакция на промежуточное вещество у сибиреязвенных бактерий и некоторых других;

- Обезгаживание оспенной вакцины как новый метод для сохранения ее активности.

После смерти первого директора Института научной и практической ветеринарии  А. В. Дедюлина Агалли сменил исполняющего обязанности директора института Г. А. Кудрявцева и стал директором института и одновременно заведующим лабораторией микробиологии с конца 1925 года. При этом Н. Д. Агалли оставил занимаемые одновременно должности директора Харьковского краевого ветеринарно-бактериологического института и находящегося при этом заведении противооспенного института, а также уволился с должности заведующего кафедрой эпизоотологии и клиники инфекционных болезней Харьковского ветеринарного института. В 1930 году возглавил отдел вакцин и сывороток Государственного института научной и практической ветеринарии, оставаясь его директором.
В этот период при непосредственном участии профессора Н. Д. Агалли и сотрудников института на Украине были полностью ликвидированы чума и повальное воспаление лёгких крупного рогатого скота, резко сократилось количество других опасных инфекционных заболеваний. Институт успешно выполнял все задания по производству биопрепаратов и научно-исследовательской тематике.
Николай Агалли являлся одним из главных основателей института научной и практической ветеринарии в Харькове. При его непосредственном участии проходило согласование всех вопросов, связанных с разрешением строительства института, выбором места под застройку, поиском архитектурных решений всего комплекса зданий и сооружений, включая планировку и внутренний интерьер помещений. В содружестве с архитектором А. Г. Молокиным создал прекрасный по тем временам строительный ансамбль, включающий главный административный и лабораторный корпуса, виварий для подопытных животных и жилой дом для научных работников. В ознаменование завершения строительства института на его территории по инициативе Н. Д. Агалли были высажены пять голубых елей, хорошо вписавшихся в ансамбль.
В декабре 1930 года Н. Д. Агалли был арестован органами ГПУ. За месяц до этого экономическое управление ГПУ Украины сообщило о раскрытии Всеукраинской контрреволюционной организации ветеринаров и бактериологов, руководящий центр которой находился в Харькове, а широко разветвленная сеть периферийных ячеек по всей Украине. Органами ГПУ утверждалось, что контрреволюционная вредительская организация ветеринарных врачей и бактериологов Украины во главе с Н. Д. Агалли проводила работу, направленную на подрыв животноводства социалистического сектора сельского хозяйства. Организация намечала на период интервенции широкую вредительскую и диверсионную деятельность с целью уничтожения продуктивного скота и конского поголовья путём заражения пастбищ, водоёмов и фуража культурами заразных болезней. В руках организации, по утверждению ГПУ, были сосредоточены почти все решающие республиканские и краевые командные высоты в практической и научно-исследовательской ветеринарии с целью якобы распространения среди населения массовых эпидемических заболеваний. Эта организация тесно сотрудничала с аналогичной в Москве и ветеринарной верхушкой Киева. Все они получали инструкции и указания из-за границы, куда для связи с иностранцами и профессором Д. Ф. Коневым, эмигрировавшим в Чехословакию во время гражданской войны, выезжали Б. И Обуховский (основатель лаборатории по изучению туберкулёза Института научной и практической ветеринарии в 1926 году) и Г. А. Кудрявцев.
Агалли обвиняли в общем руководстве бактериологическим вредительством на Украине, ведь ни одна вакцина или сыворотка не могла быть выпущена для нужд животноводства без предварительной апробации в лаборатории, возглавляемой им.
28 июня 1931 года Н. Д. Агалли постановлением коллегии ОГПУ был осуждён и приговорён к расстрелу с заменой заключением в концлагерь сроком на 10 лет.
5 января 1937 года по протоколу особого совещания при Наркомате внутренних дел СССР Н. Д. Агалли после отбытия части срока в Карагандинском исправительно-трудовом лагере был освобождён. Ему предложили работу в Государственном институте научной и практической ветеринарии в Харькове, вновь директором, но он отказался. По воспоминаниям Я. Е. Васильца, осуждённого вместе с Агалли, он работал в посёлке Долинка Карагандинской области по вольному найму, где и умер в 1945 году.
Определением коллегии Верховного Суда СССР от 12 января 1960 года Н. Д. Агалли был полностью реабилитирован.

## Семья
С женой Марией Константиновной Смирновой (1867—1944) у них родилось пятеро детей:
- Софья (род. 11 июня 1889)
- Всеволод (род. 21 декабря 1890)
- Евгений (род. 14 ноября 1893)
- Мария (род. 4 февраля 1897)[11]
- Татьяна (род. после 1902), жена Сергея Волошина. Дочь:
  - Марчетта Сергеевна Волошина-Агалли (род. 1932), доцент Львовского политехнического университета[12]

## Память
В 2003 году в Харькове была установлена мемориальная доска на здании института ИЭКВМ (ул. Пушкинская, 83)